# Jurij Vega
Jurij Vega (eslovè: Jurij Bartolomej Veha (Vehovec))  (Zagorica pri Dolskem, 23 de març de 1754 - Nussdorf, 26 de setembre de 1802), més conegut pel seu nom en alemany Georg von Vega, fou un matemàtic i militar eslovè.

## Vida

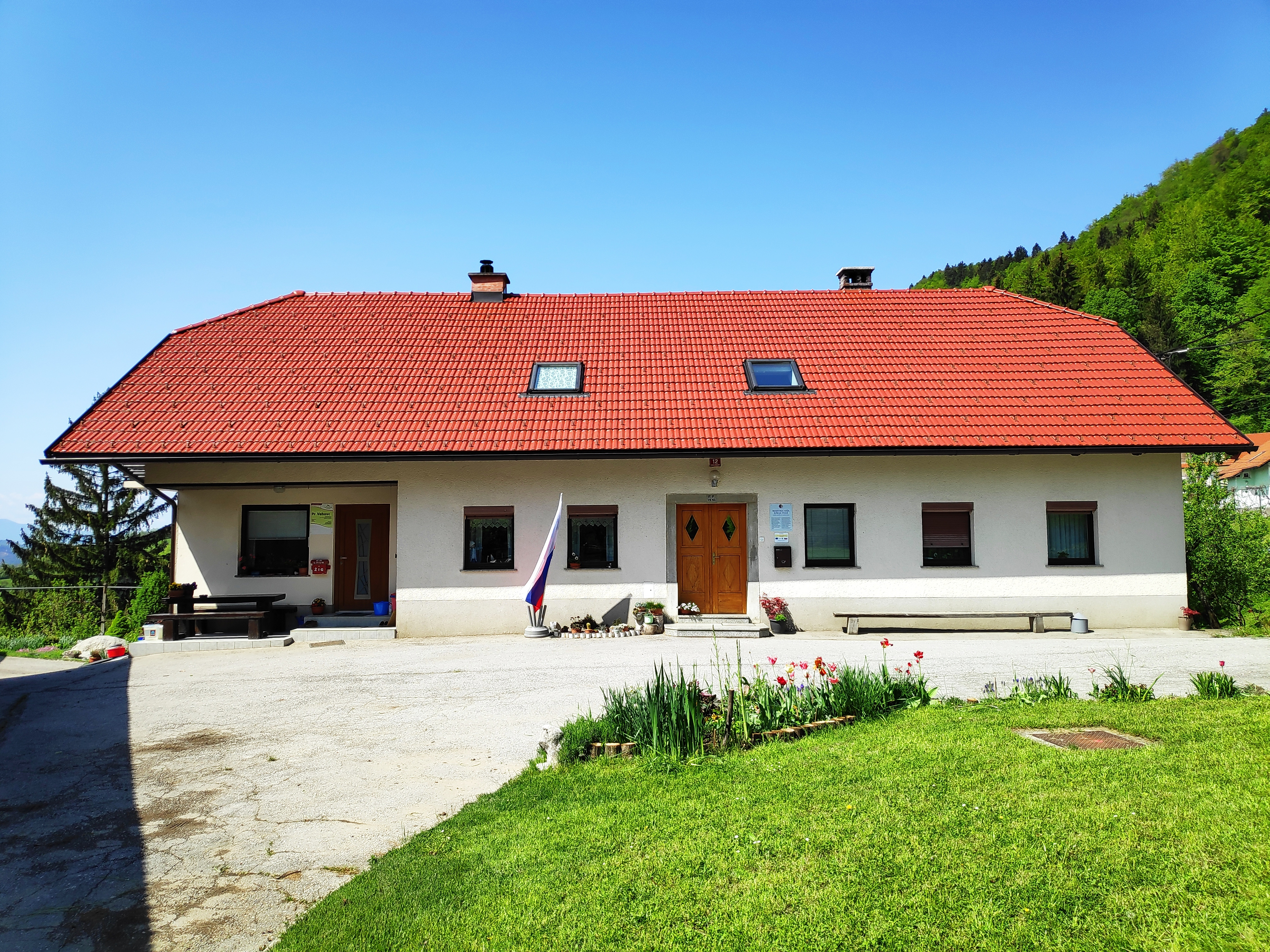
Casa natal de Jurij Vega.

Vega va estudiar en la seva adolescència al col·legi jesuïta de Ljubljana. A partir de 1773, en ser dissolta l'orde, va passar al gymnasium de la mateixa ciutat on va tenir de professor Gabriel Gruber i rebent el títol d'enginyer naval el 1775. Durant els seus estudis va estar fent algunes tasques hidràuliques dirigides per Gruber.
Quan Vega es va graduar, Gruber havia rebut l'encàrrec de regular les aigües del riu Mura, projecte en el qual col·labora Vega fins al 1779, residint a Graz (Estíria). Vega aprofita aquests anys per relacionar-se amb el món intel·lectual de Graz, fa conferències a la universitat i coneix el matemàtic Leopold Biwald.
L'any 1780, Vega va obtenir un lloc de professor de matemàtiques, física i balística a l'Escola d'Artilleria de Viena, lloc que mantindria fins a la seva mort, al marge de la seva participació en les diferents guerres de la seva època. L'any 1785 és nomenat baró per l'emperador, en premi a les millores didàctiques introduïdes a l'Escola Imperial.
Un cràter de la Lluna porta el seu nom en el seu honor. El bitllet de 50 tolars eslovens portava la seva efígie.

## Obra
Vega va escriure diversos llibres tècnics, sobretot de balística, i un compendi de matemàtiques en quatre volums (Vorlesungen über die Mathematik) que es va reeditar nombroses vegades; però les obres per les que ha passat a la història són:
- Un article escrit el 1789 i publicat el 1795 per l'Acadèmia de Ciències de Sant Petersburg titulat Detérmination de la demi-circonférence d'un cercle dont le diameter est =1, exprimée en 140 figures decimals, en el que va calcular els primers 140 decimals del nombre π. Tot i que en el decimal 127 hi ha un error, aquest resultat es va fer servir per tots els matemàtics durant més de cinquanta anys.[8] Per aconseguir-ho, utilitza la fórmula de John Machin.

- El Thesaurus logarithmorum completus (1794, Leipzig), unes taules de logaritmes calculades exactament fins al desè decimal,[9] que també es van fer servir durant molt de temps.[4]